# Învățare prin transfer
Învățarea prin transfer (în engleză transfer learning) este un domeniu de cercetare în învățarea automată, care are ca scop studierea transferului de cunoștințe de la unul sau mai multe obiective-sursă către unul sau mai multe obiective-țintă. Această metodă fi interpretată drept capacitatea unui sistem de a recunoaște și aplica cunoștințe și abilități învățate pe parcursul obiectivelor trecute pentru învățarea de obiective sau domenii noi, față de care există unele asemănări. 

## Definiție
Definiția învățării prin transfer este formulată în termeni de domeniu și obiectiv. Domeniul {\displaystyle {\mathcal {D}}} este format din: un spațiu de atribute {\displaystyle {\mathcal {X}}} și o distribuție de probabilitate {\displaystyle P(X)}, unde {\displaystyle X=\{x_{1},...,x_{n}\}\in {\mathcal {X}}}. Dat fiind un domeniu specific, {\displaystyle {\mathcal {D}}=\{{\mathcal {X}},P(X)\}}, un obiectiv este format din două componente: un spațiu de clase {\displaystyle {\mathcal {Y}}} și o funcție predictivă {\displaystyle f(\cdot )} (definită ca {\displaystyle {\mathcal {T}}=\{{\mathcal {Y}},f(\cdot )\}}), care este învățată din setul de date de antrenament format din perechi {\displaystyle \{x_{i},y_{i}\}}, unde {\displaystyle x_{i}\in X} și {\displaystyle y_{i}\in {\mathcal {Y}}}. Funcția {\displaystyle f(\cdot )} poate fi utilizată pentru a prezice clasa corespunzătoare, {\displaystyle f(x)}, a unei noi observații {\displaystyle x}.
Dat fiind un domeniu {\displaystyle {\mathcal {D}}_{S}} și un obiectiv {\displaystyle {\mathcal {T}}_{S}} sursă, un domeniu {\displaystyle {\mathcal {D}}_{T}} și un obiectiv {\displaystyle {\mathcal {T}}_{T}} țintă, învățarea prin transfer încearcă să îmbunătățească învățarea funcției predictive țintă {\displaystyle f_{T}(\cdot )} în {\displaystyle {\mathcal {D}}_{T}} folosind cunoștințele acumulate din {\displaystyle {\mathcal {D}}_{S}} și {\displaystyle {\mathcal {T}}_{S}}, unde {\displaystyle {\mathcal {D}}_{S}\neq {\mathcal {D}}_{T}} sau {\displaystyle {\mathcal {T}}_{S}\neq {\mathcal {T}}_{T}}.